# Ansel Adams

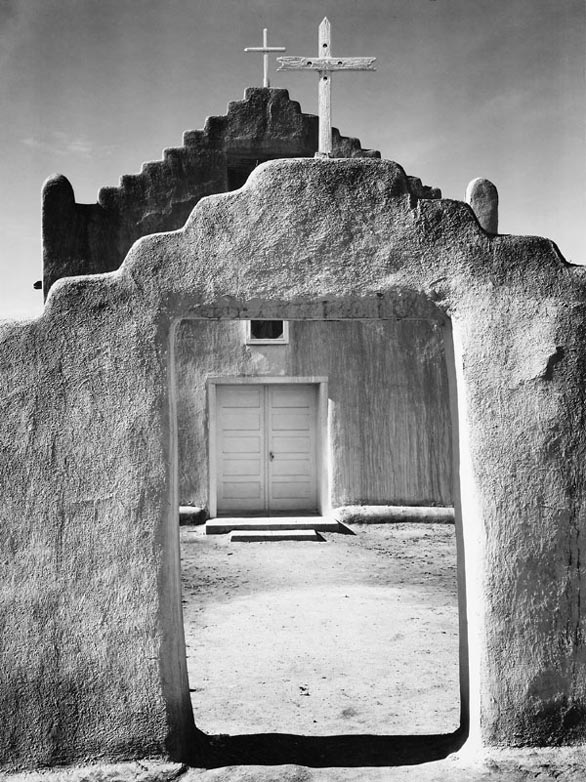
Church, Taos Pueblo (1942)

Ansel Easton Adams (São Francisco, 20 de Fevereiro de 1902 - Carmel-by-the-Sea, 22 de Abril de 1984) foi um fotógrafo dos Estados Unidos.

## Dados biográficos
Filho de Charles Hitchcook Adams, um homem de negócios e Olive Bray. Aos doze anos mostra um grande talento musical, aprendendo sozinho a tocar piano. Em 1916 realiza fotografias no Parque Nacional de Yosemite, numa viagem com a família, usando uma Kodak Nº 1 Box Brownie que ganhou de presente dos pais. Adams voltaria todo ano para lá até o final de sua vida, suas fotografias mais conhecidas são as desse parque, principalmente as do grande monólito.
No ano de 1919 entra para o Sierra Club, o que foi essencial para o seu sucesso enquanto fotógrafo. Suas primeiras fotografias foram publicadas no ano de 1922, no boletim do clube, e teve sua primeira exposição individual na sede do Sierra Club no ano de 1928, em São Francisco. A cada verão o Sierra Club promovia viagens, geralmente para Sierra Nevada, que atraíam mais de duas centenas de membros. As fotografias dessas viagens, na década de 1920 permitiram que Adams ganhasse o bastante para sobreviver. Em 1934 Adams foi eleito para a diretoria do clube e foi reconhecido como o artista de Sierra Nevada e defensor do Yosemite. Obteve muito mais reconhecimento como fotógrafo do que como pianista.
O ano de 1926 foi importante na carreira de Adams. Ele tirou uma fotografia no parque Yosemite, conhecida como Monolith, a Face of Half Dome, na sua primeira grande viagem. Essa imagem constitui uma espécie de marco inicial do reconhecimento do trabalho fotográfico de Adams.
Ele foi influenciado por Albert M. Bender, um rico mecenas de São Francisco. A amizade de Bender o encorajou e possibilitou uma segurança financeira para que Adams mudasse drasticamente a sua vida e permitiu a publicação do seu primeiro portfólio, Parmelian Prints of the High Sierras. Bender fez com que o pianista que tocava por jornada se tornasse um artista cujas fotografias, como o crítico Abigail Foerstner escreveu no Chicago Tribune (3 de dezembro de 1992), "fez para os parques nacionais algumas coisas comparáveis somente com o que os épicos de Homero fizeram de Odisseu". Embora a transição de Adams de músico para fotógrafo não tenha acontecido imediatamente, sua paixão mudou rapidamente após Bender entrar na sua vida e seus projetos e possibilidades foram multiplicados. 
Em 1930 Ansel Adams conhece o fotógrafo Paul Strand, cujas imagens lhe provocaram um poderoso impacto e o ajudaram a sair do estilo pictorial. Adams começou a buscar um estilo fotográfico em que a claridade das lentes era enfatizada, e a cópia final ficava sem a aparência do início, pois era manipulada na câmera ou na câmara escura.
O ano de 1932 também é muito importante para Ansel Adams e para a história da fotografia. Indo em busca de uma fotografia enquanto arte pura, um grupo de fotógrafos funda o Grupo f/64. Juntamente com Ansel Adams, participaram da fundação: Edward Weston, Willard Van Dyke, Imogen Cunningham, e outros para promover uma "fotografia reta". Enfatizavam uma fotografia pura, imagens nítidas, máxima profundidade de campo, papéis fotográficos com baixo brilho, concentrando-se unicamente nas qualidades do processo fotográfico. A concepção de fotografia do f/64 influenciou muito a carreira de Ansel Adams no seu entendimento da técnica fotográfica, foi importante para concretizar a fotografia enquanto arte pura. 

Um trecho do manifesto do grupo f/64 nos ajuda a compreender um pouco da obra fotográfica de Adams: 
"O nome deste grupo deriva de um número do diafragma das lentes fotográficas. Isso significa um largo alcance de qualidades da claridade e definição da imagem fotográfica que é um importante elemento no trabalho dos membros deste grupo."

## Técnica

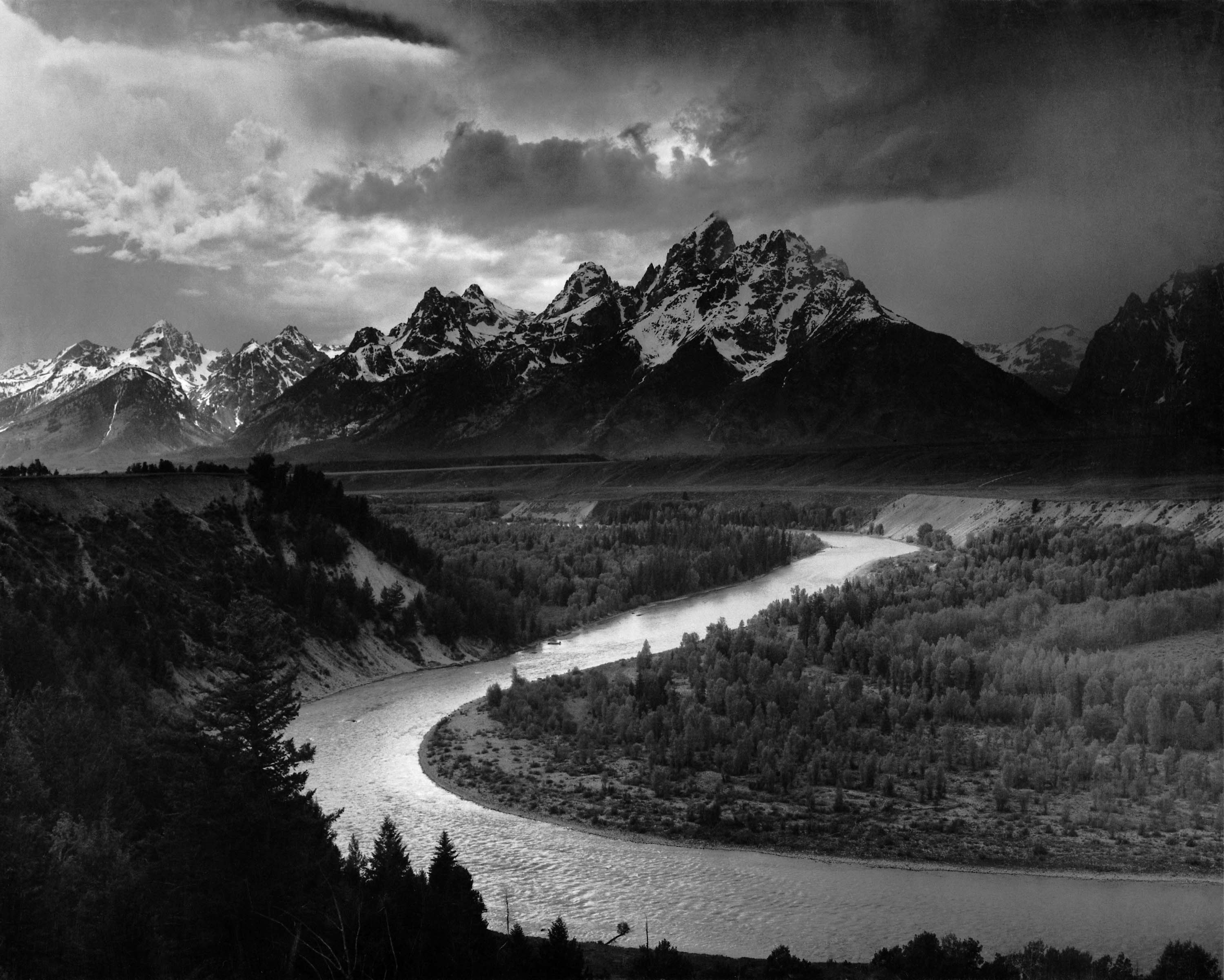
The Tetons and the Snake River (1942)

Um equipamento desta ordem dificilmente permitiria, por exemplo, uma produção fotográfica parecida com a de Henri Cartier-Bresson ou Robert Capa, isso porque as máquinas de grande formato exigem tripés e um posicionamento cuidadoso da máquina. Adams toca nessa questão quando no seu livro A Câmera faz comentários sobre o equipamento ideal: "prefiro mostrar a natureza de diferentes modelos de câmeras e seus recursos, esperando que o fotógrafo possa levar essas discussões em consideração no contexto de suas intenções e de seu próprio estilo". 
Mas devemos lembrar que a câmera é apenas uma parte do processo fotográfico que Adams dividiu e detalhou com rigor na sua série de três livros: A Câmera, O Negativo, A Cópia. Nesta série de livros, Adams mostrou o seu rigor técnico na produção fotográfica. Processo esse que começa com a escolha da máquina correta, com seus ajustes precisos em função daquilo que o fotográfico visualizou, aprender a operar o equipamento de forma que ele reproduza no negativo aquilo que o fotógrafo apreendeu na visualização, não necessariamente uma representação fiel da realidade. É na reprodução da visualização que o fotógrafo tem que possuir o conhecimento técnico capaz de dotá-lo de certa magia: produzir imagens espetaculares a partir do seu olhar, do seu espírito. A técnica assim, entra como um instrumento que flexibiliza o olhar permite que o artista veja mais além, produza as imagens que sua mente visualiza a partir de uma cena.
Todo esse processo passa por um controle preciso das variáveis, às vezes Adams parece ser muito mais um cientista falando do que um artista, quando discute os tempos de exposição, o uso dos químicos, a sensibilidade do fotógrafo em produzir os contrastes e tons ideais na cópia. Os meios técnicos assim, não são parte essencial da fotografia, ela não é somente técnica, esta deve estar a serviço da sensibilidade e criatividade do fotógrafo.
Para Adams não existe processo fixo ou ideal de fotografia, todos os elementos são variáveis e controláveis. Assim, nem as especificações técnicas do fabricante devem ser consideradas como condições ótimas, são no fundo possibilidades médias. Adams nos diz inclusive que devemos fugir de qualquer tipo de automação e esse conceito é extremamente amplo: automação para ele enquadra não só mecanismos automáticos, mas também a aceitação passiva das regras, das normas dos fabricantes, das bulas dos papéis e dos filmes. Esse dados são dados médios, e se as nossas exigências estiverem acima da média temos que ultrapassar os limites, fazermos experimentações e verificarmos quais os procedimentos irão se adequar às nossas exigências criativas e estéticas.
No fundo podemos considerar que o estilo não deve ser um dependente da técnica, o estilo é que deve moldar os procedimentos e adequá-los à criatividade do fotógrafo. Os processos de produção da imagem fotográfica são extremamente amplos, não há verdades absolutas nem paradigmas, tudo depende do olhar, da visualização e da nossa capacidade de manipular os procedimentos em prol das nossas exigências.

## A arte da fotografia

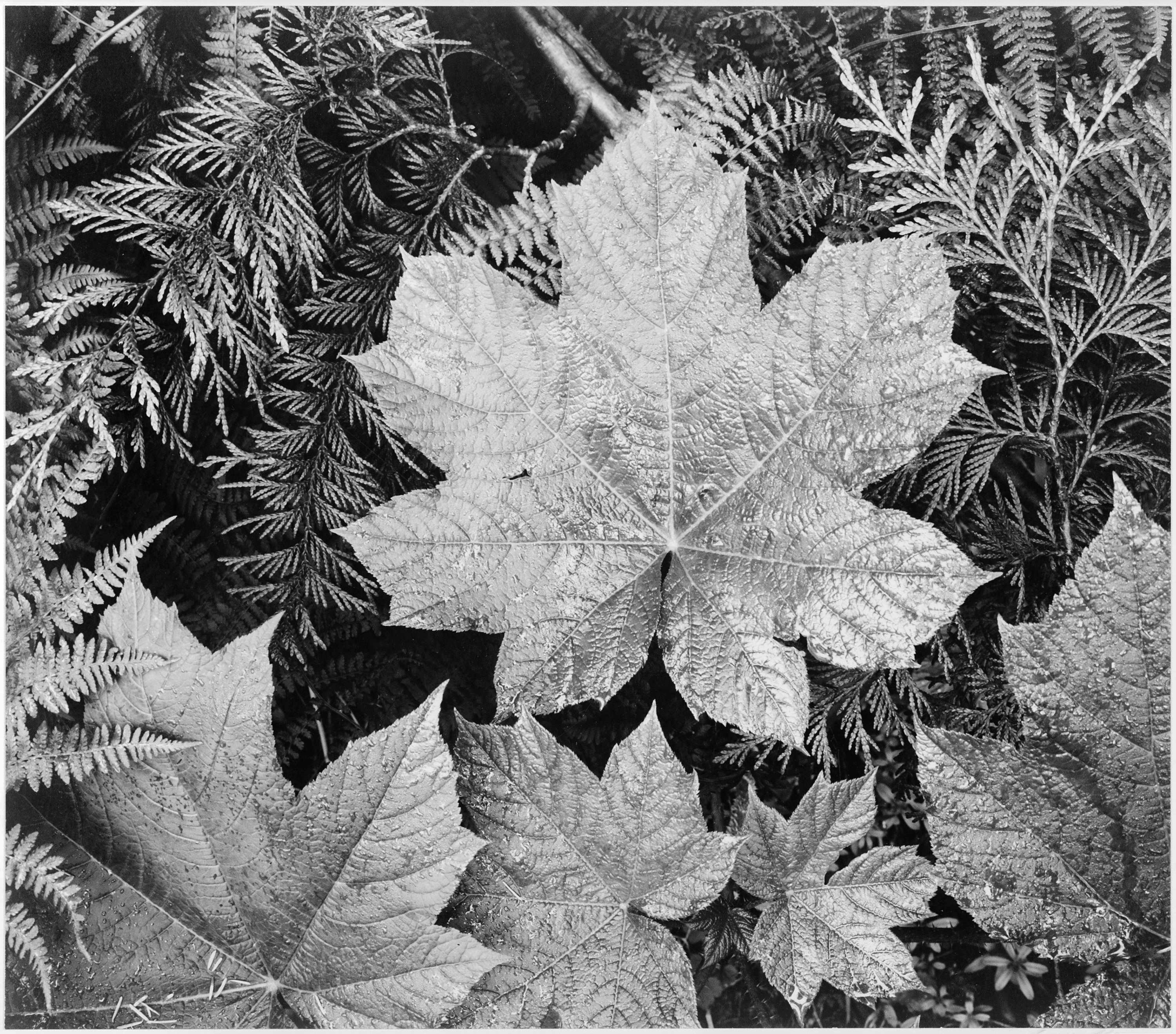
In Glacier National Park (1942)

E aqui podemos trazer à tona algumas idéias de Vilém Flusser relacionando-as com as imagens produzidas por Adams: a fotografia enquanto arte e por isso, expressão da criatividade, não é um mero processo de input e output. Amadores que tiram retratos com máquinas automáticas, que entregam bobinas de filmes às fotópticas para buscarem as fotos prontas, ou quando produzem uma imagem digital, dificilmente estarão produzindo arte, no máximo brincam com um aparelho e tornam-se escravos do olhar da máquina, vêem apenas aquilo que a máquina vê, acreditam nas especificações dos fabricantes, a criatividade está ofuscada pela automaticidade do aparelho. Produzem imagens, mas não as compreendem enquanto processo completo, mas enquanto ato automático, até neurótico de apertar o botão. 
Fotografia enquanto arte exige que se conheça a técnica, mas ao mesmo tempo é necessário dela não ser escravo, não correr o risco de anular a expressão imagética pela perfeição técnica. Tanto o fotógrafo profissional quanto o amador podem produzir imagens maravilhosas, a diferença é que um agiu de modo criativo, o outro agiu e viu o mundo por um aparelho, sua ação criativa está anulada pela máquina, que deveria estar a serviço do homem.

 
A série de livro de Adams é uma ferramenta valiosa para todos aqueles que se interessam pela fotografia enquanto processo criativo. Ele chega a desenvolver uma teórica fotográfica, o sistema de zonas para facilitar as possibilidades de controle criativo da fotografia. Mas ele mesmo diz que está sugerindo processos que desenvolveu ao longo de sua vida, antes de tudo propõe formas de se trabalhar e não uma cartilha para ser seguida:
"Existe gente demais fazendo somente o que lhes disseram para fazer. A maior satisfação que podemos obter da fotografia está na realização de nosso potencial individual, na percepção única de algo e em sua expressão por meio da compreensão dos instrumentos. Tire proveito de tudo: não se deixe dominar por nada, a não ser por suas próprias convicções. Jamais perca de vista a importância essencial do ofício. Qualquer esforço humano que valha a pena depende de muita concentração e grande domínio dos instrumentos básicos."
Podemos perguntar até que ponto Adams conseguiu usar a técnica enquanto método criativo ou tornou-se um escravo do seu preciosismo técnico. Penso que Adams desenvolveu muito os procedimentos e controles para permitir um maior controle criativo para os fotógrafos que trabalham com P&B e que seus livros são um verdadeiro discurso para a libertação de paradigmas artísticos na fotografia. Porém quando ele produz as suas próprias fotografias, a técnica se sobressai, ela parece pular da fotografia para nos atingir. 
Muitas vezes, temos imagens tecnicamente perfeitas, um contraste harmônico, uma qualidade de tons, mas não passa disso, as fotos parecem muitas vezes perder a expressão tornam-se demasiadamente artificiais. A obsessão técnica de Adams o prendeu em uma espécie de jaula, seu discurso enquanto grande difusor da técnica fotográfica em obras mundialmente conhecidas destoa de sua obra. Ele se prendeu à técnica, mesmo quando foi para produzir retratos, não conseguimos ver um olhar fotográfico que captasse a expressão do referente, vemos antes, o seu enquadramento em relação ao céu, a textura da pele, etc.
Adams parece possuir um olhar "duro", "ríspido", uma sensibilidade deturpada pela ânsia da perfeição. Mas isso não tira o seu mérito enquanto grande fotógrafo do século XX, ele conseguiu definir para si um estilo muito claro e se preocupou em ensinar boa parte dos procedimentos que aprendeu ou descobriu. Adams deve ser considerado um exemplo de dedicação.

## Galeria

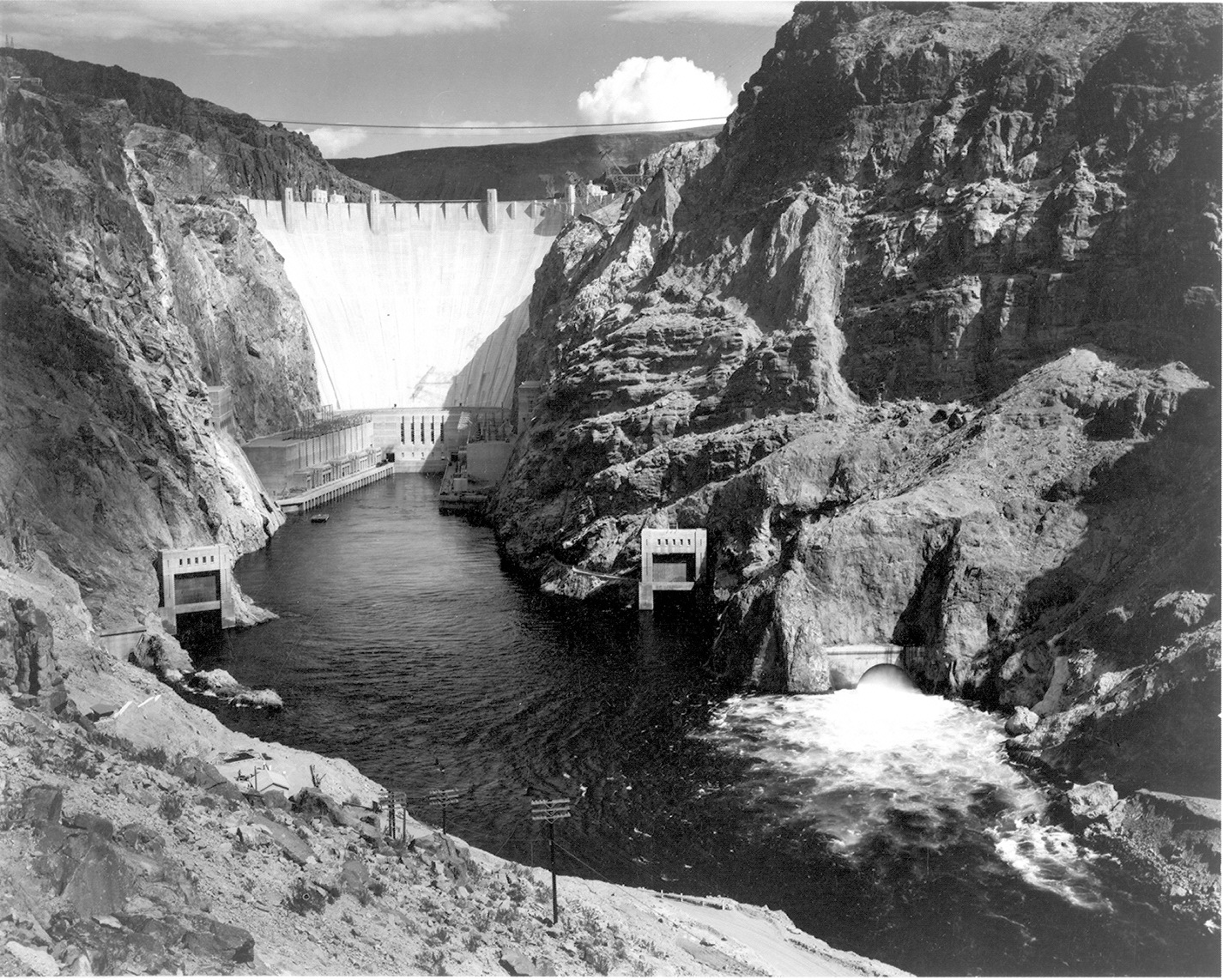
Boulder Dam, 1941 (1941)
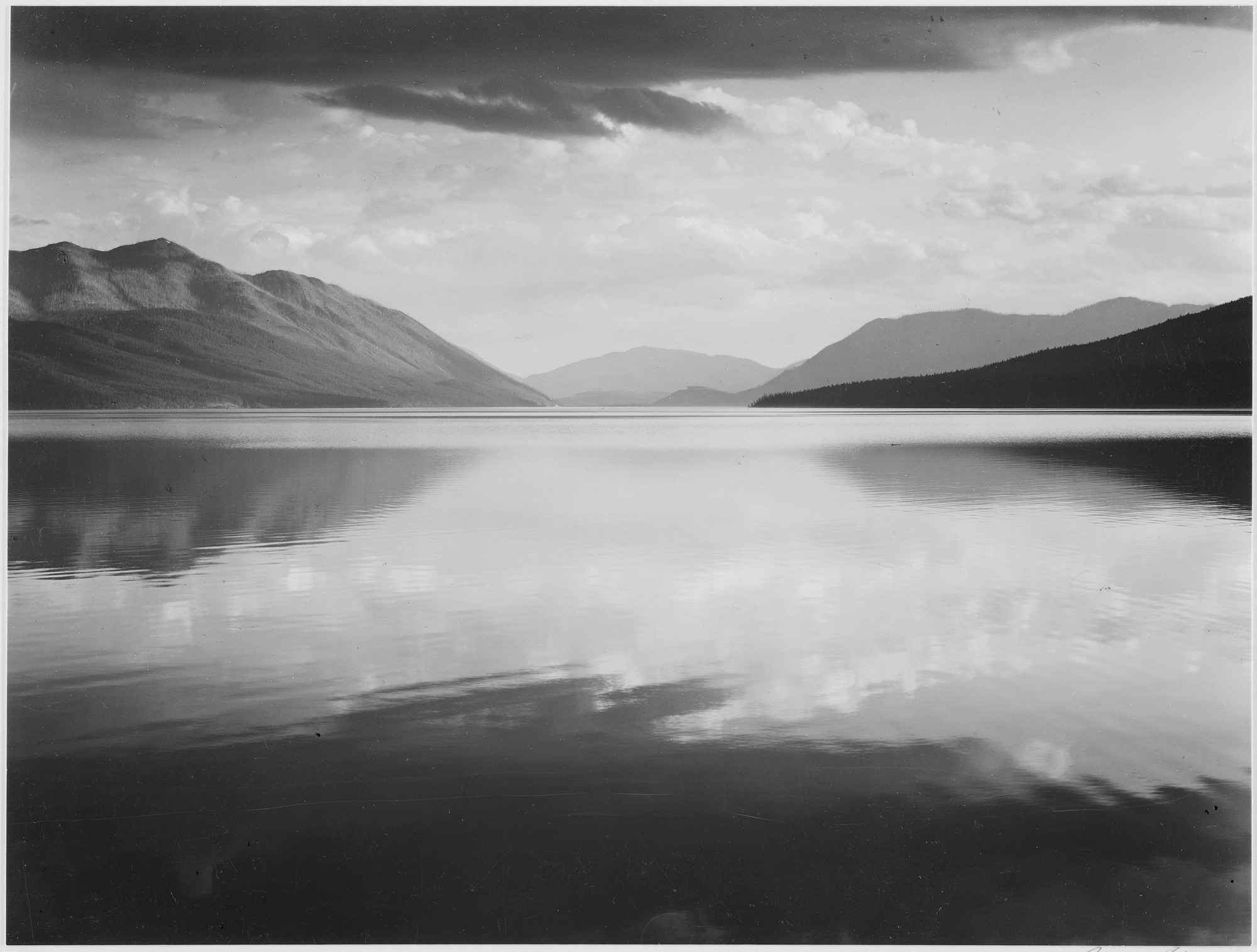
Evening, McDonald Lake, Glacier National Park (1942)
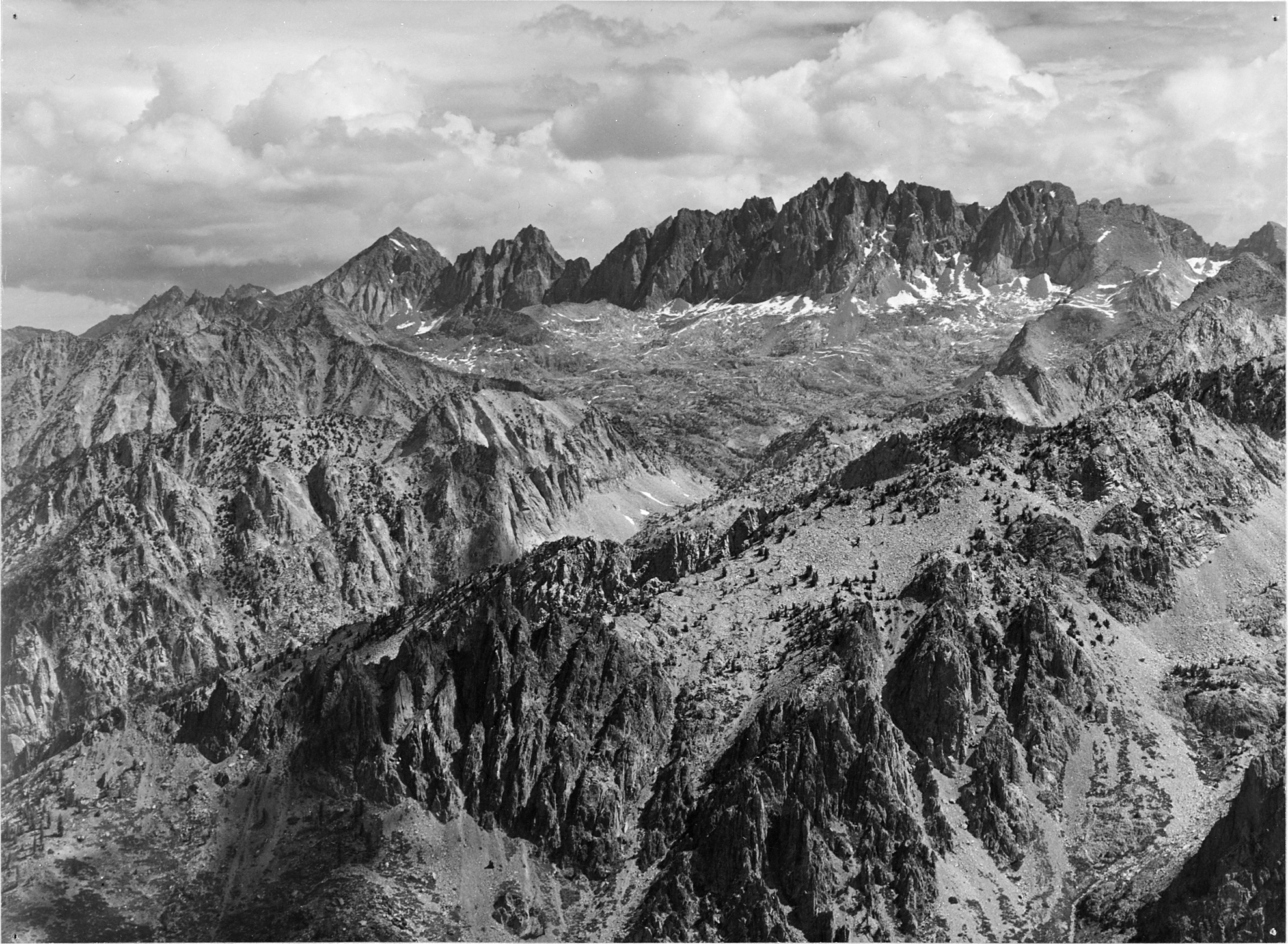
North Palisade from Windy Point (1936)
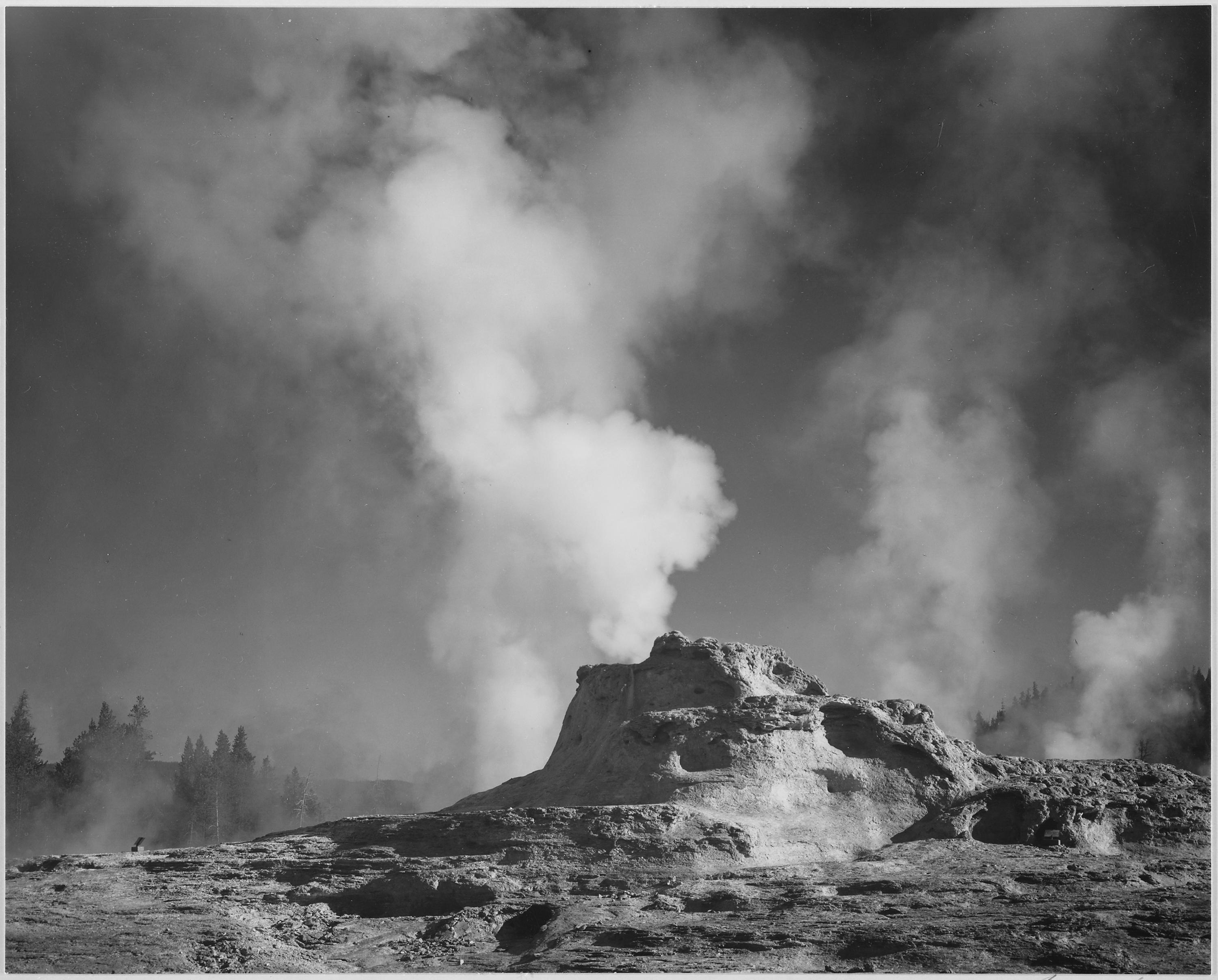
Projeto mural
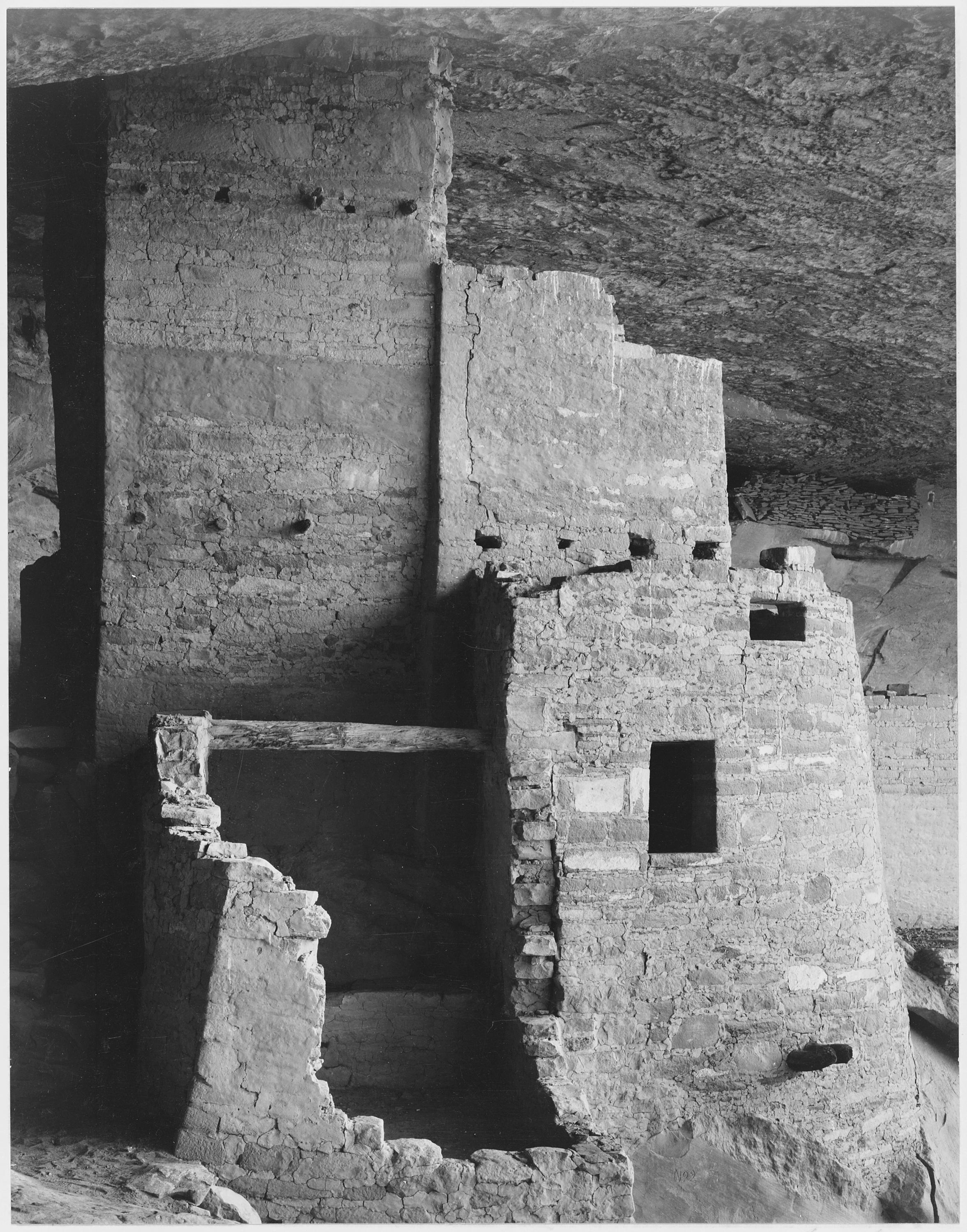
Projeto mural
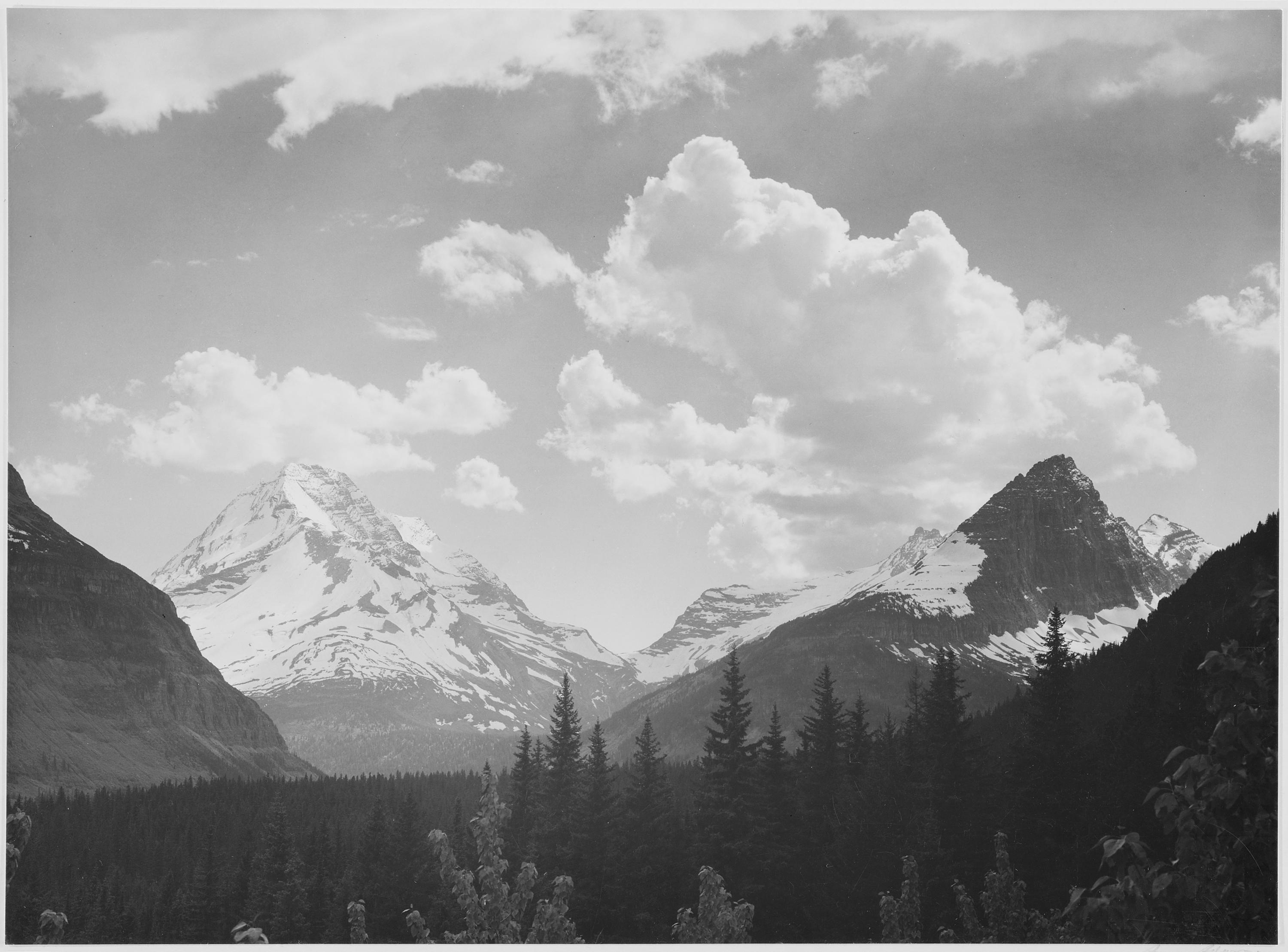
Projeto mural
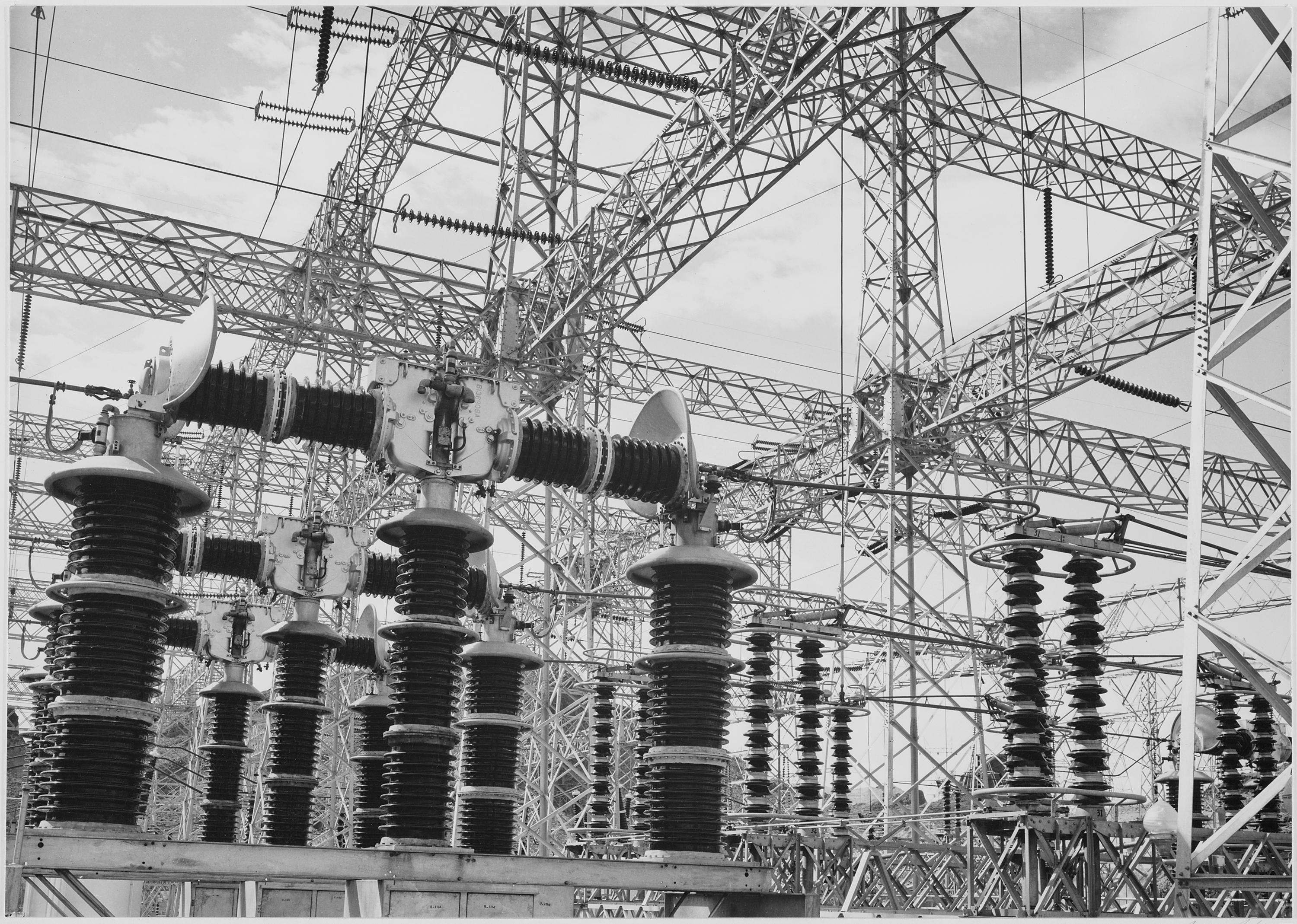
Projeto mural
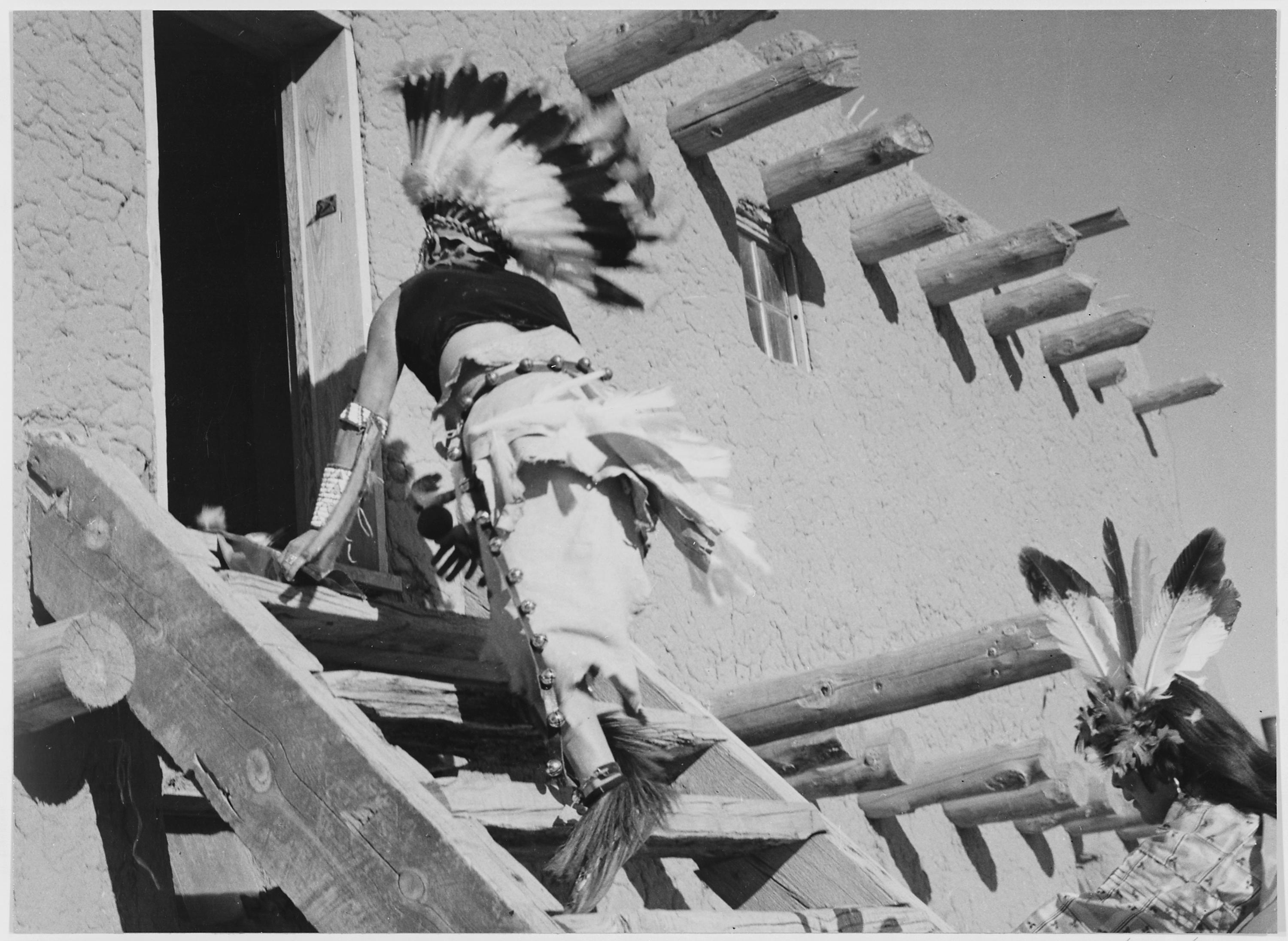
Projeto mural
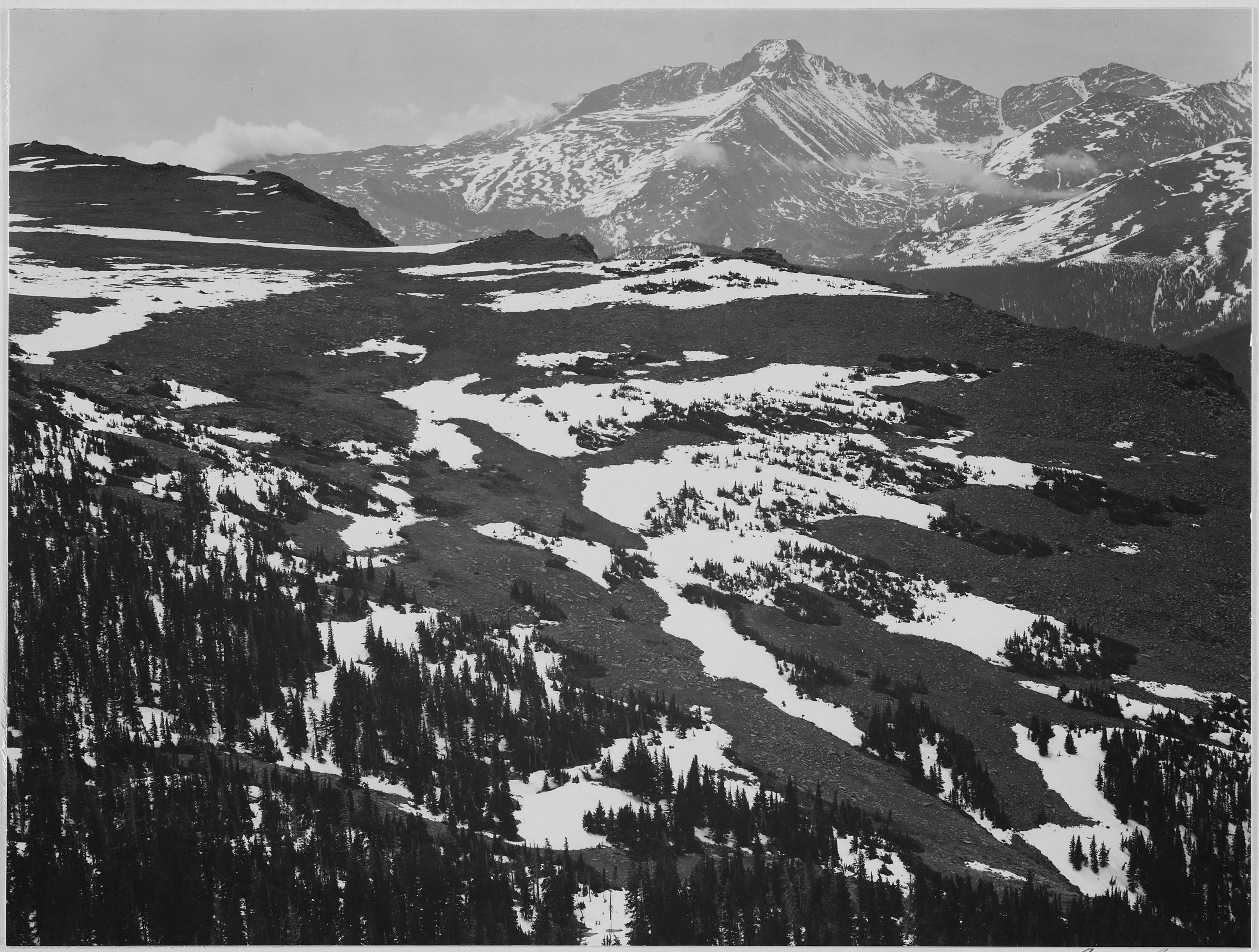
Projeto mural
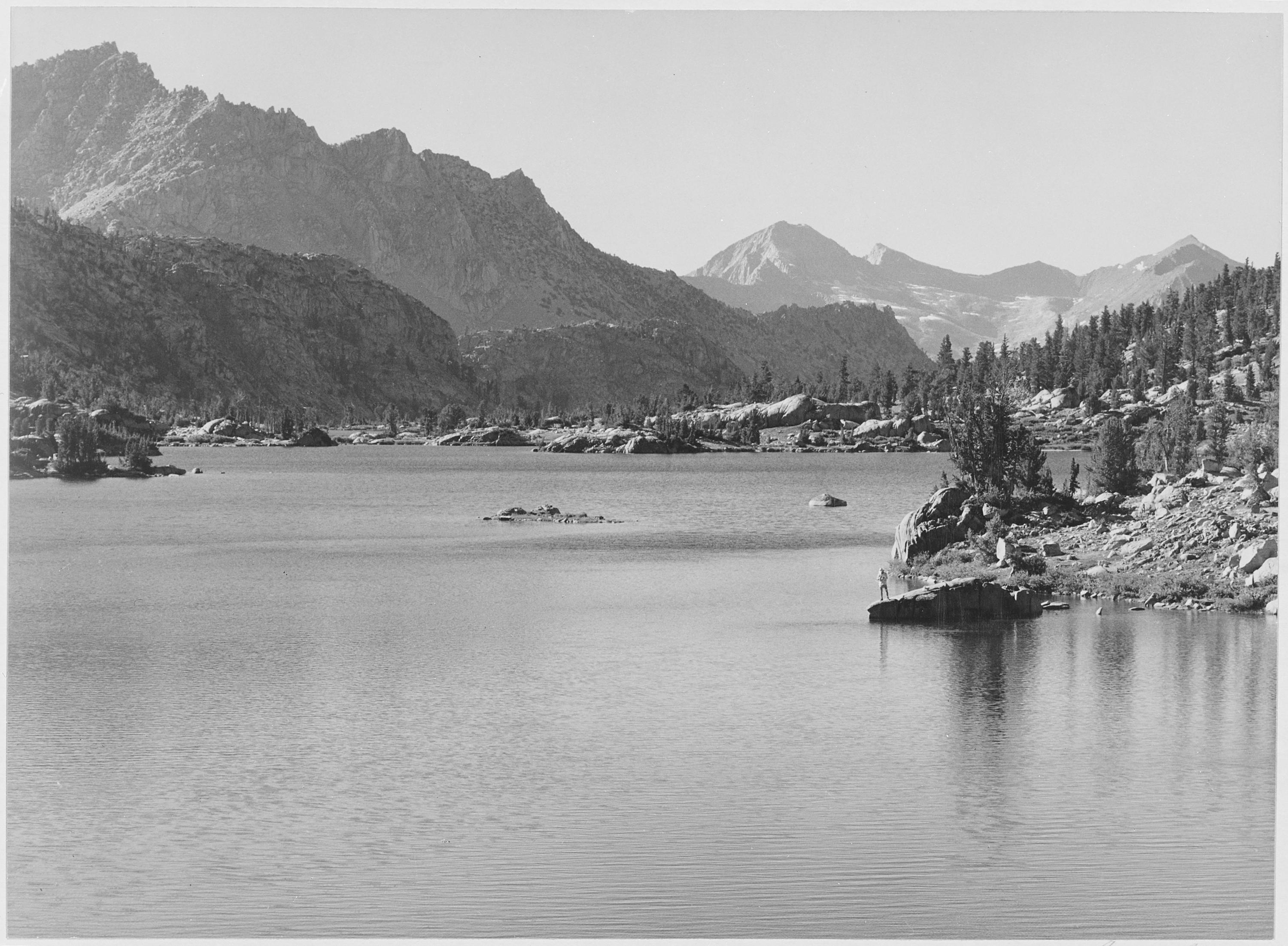
Projeto mural
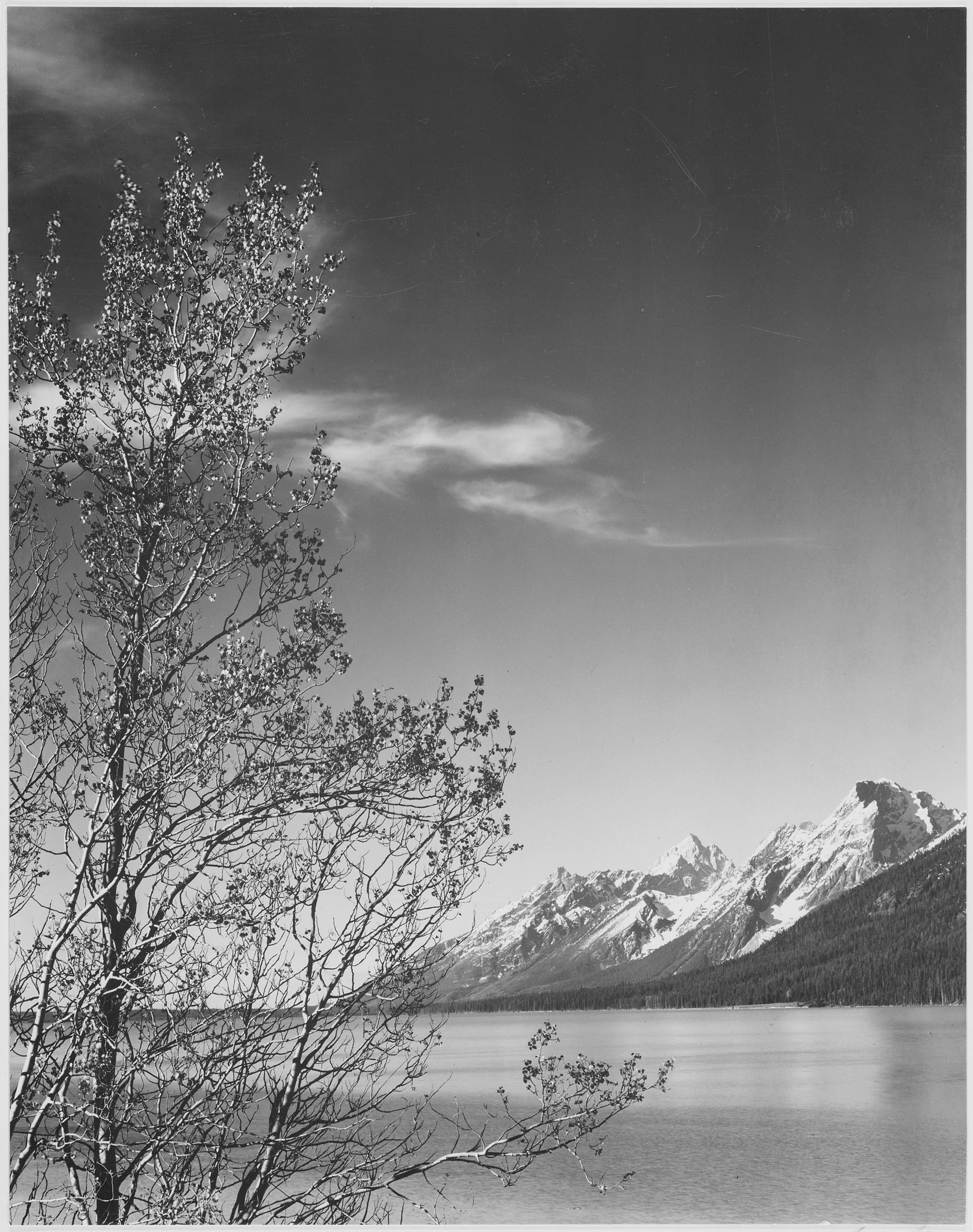
Projeto mural
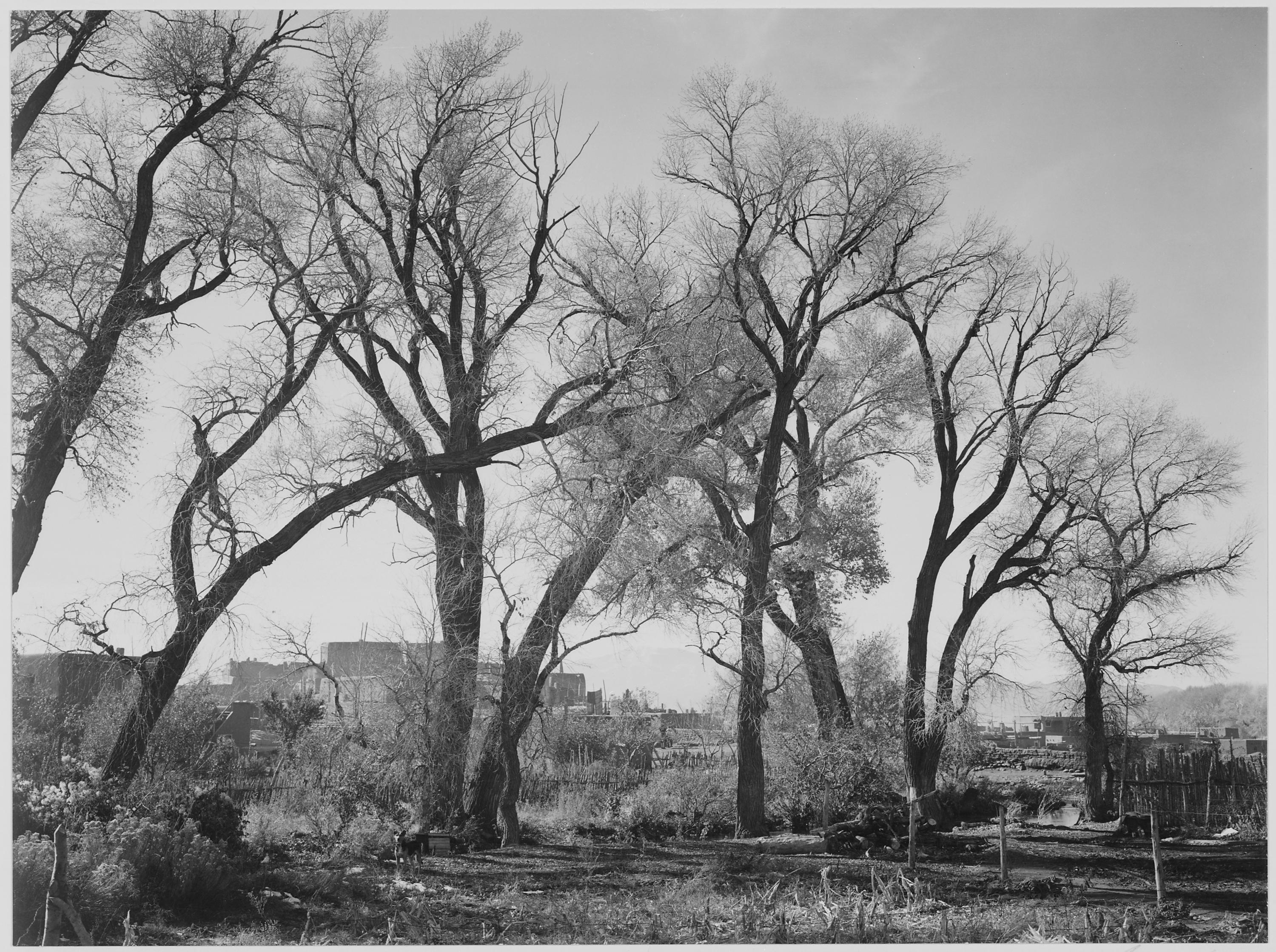
Projeto mural
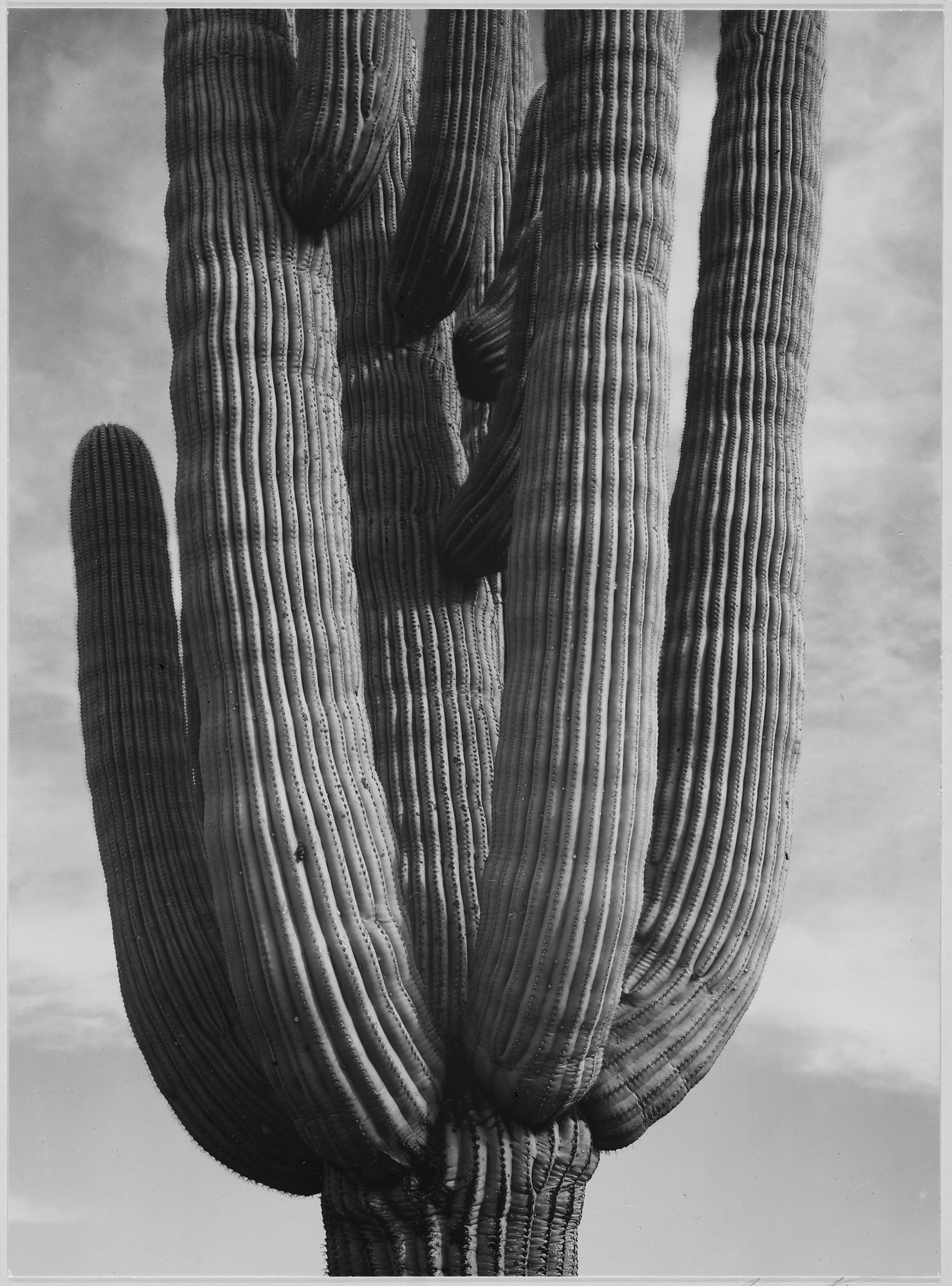
Projeto mural
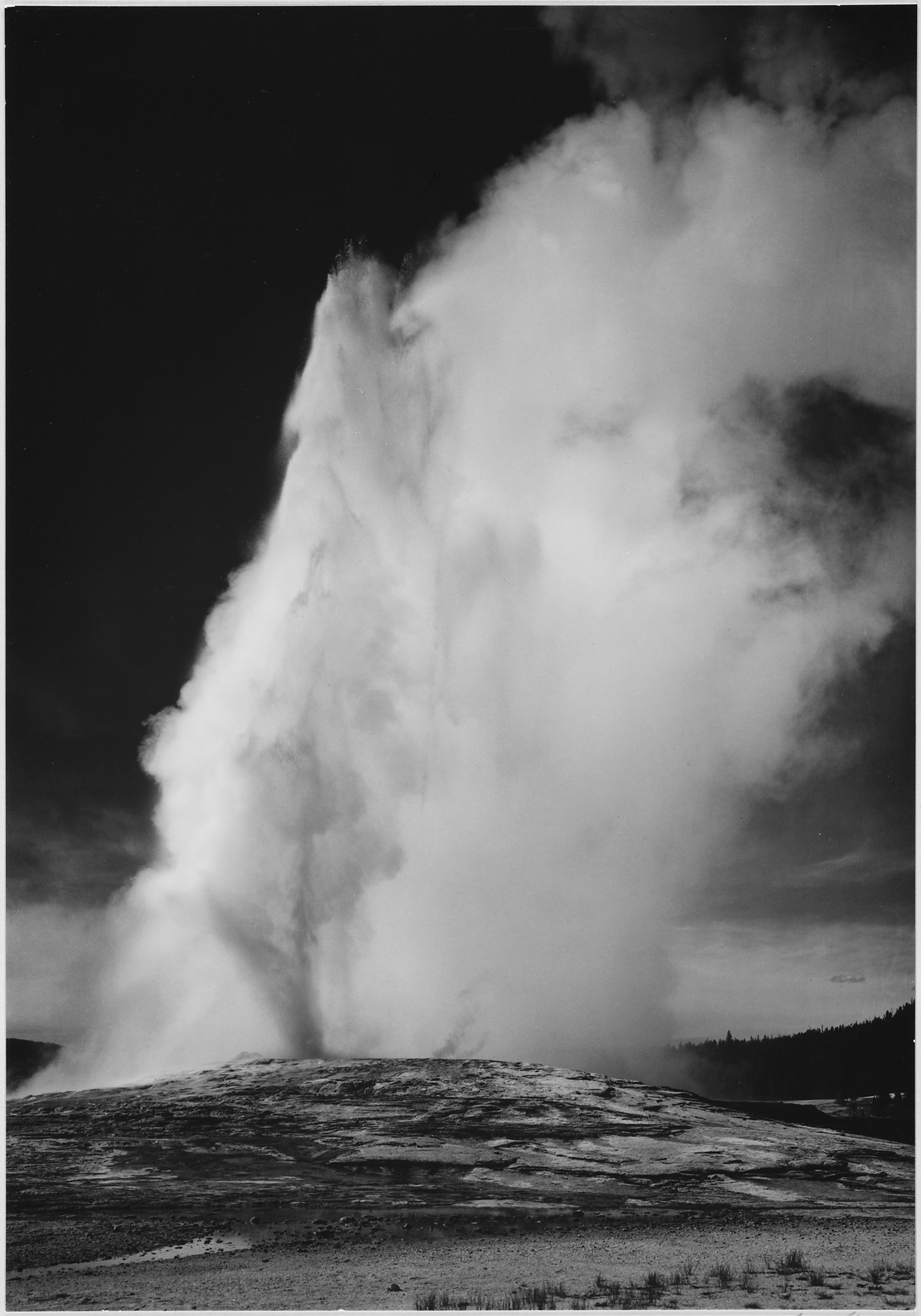
Projeto mural
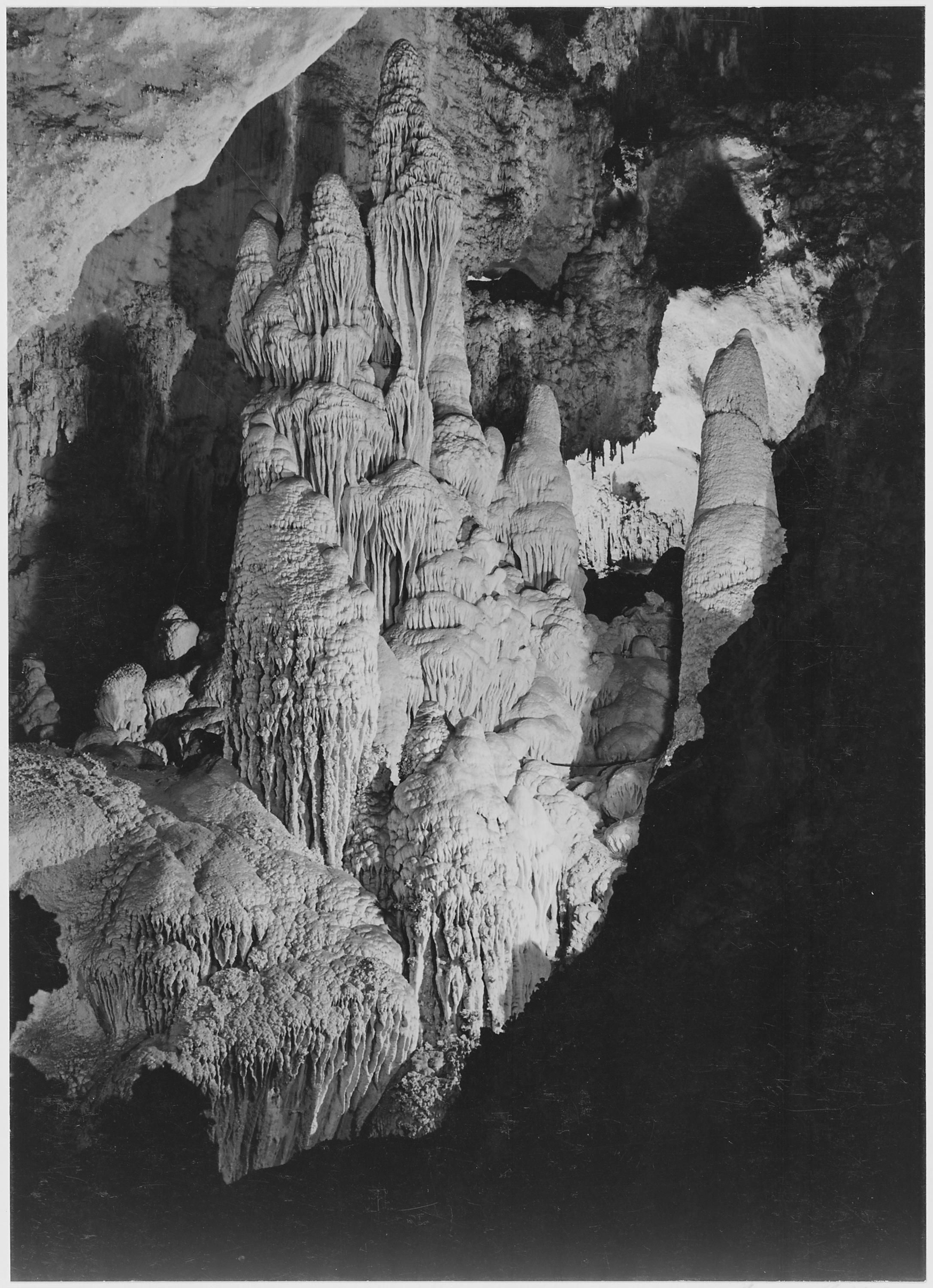
Projeto mural
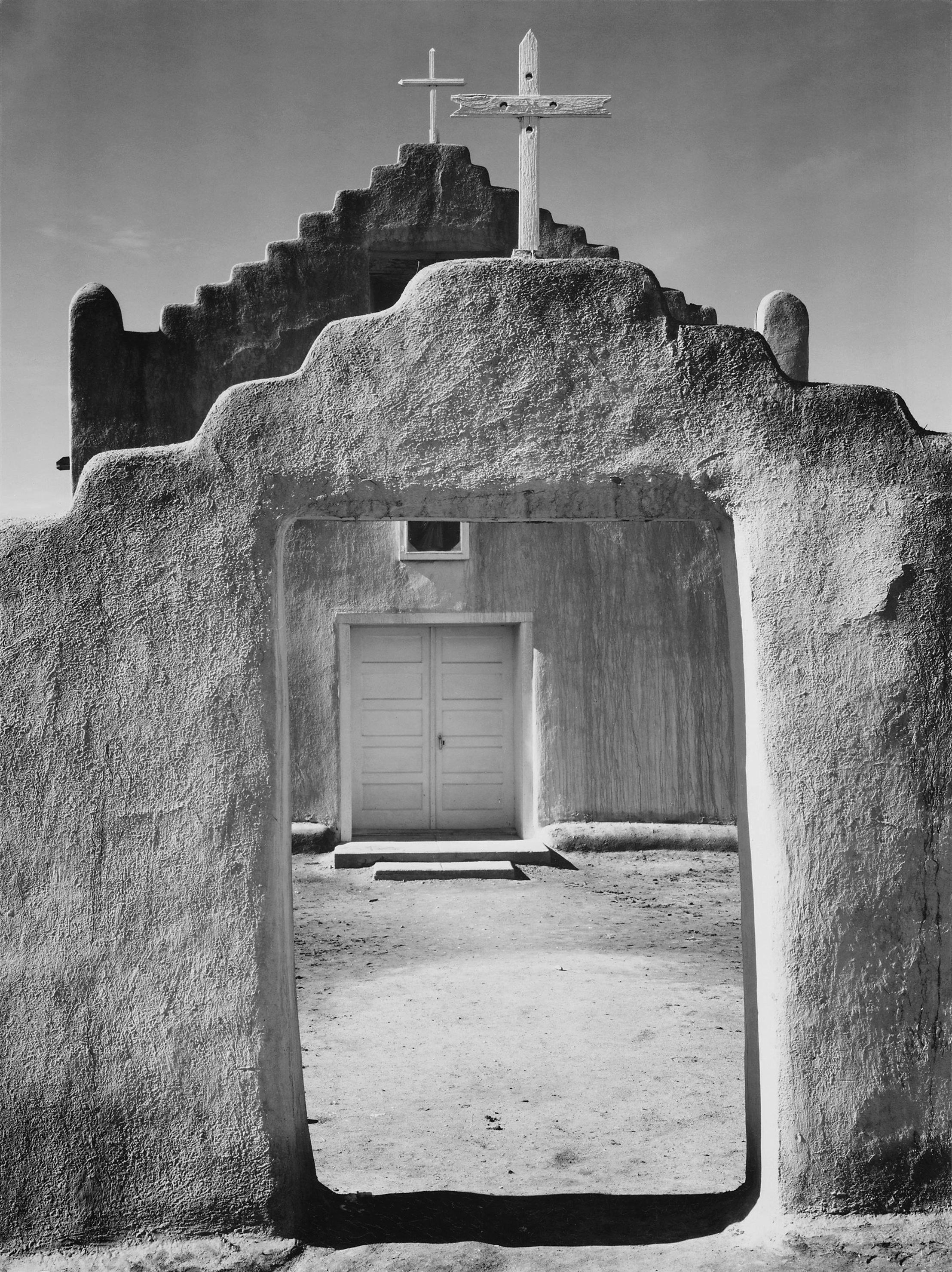
Projeto mural

### Projeto de mural
Em 1941, Adams foi contratado pelo Serviço de Parques Nacionais para tirar fotos de Parques Nacionais, reservas indígenas e outros locais administrados pelo departamento, para uso como impressões em tamanho de mural para decorar o novo prédio do departamento. O contrato era de 180 dias. Adams partiu numa expedição com o amigo Cedric e o filho Michael, pretendendo combinar o trabalho no "Projeto Mural" com encomendas para a US Potash Company e Standard Oil, com alguns dias reservados para trabalhos pessoais.

## Fotografias

### Imagens coloridas
Adams era conhecido principalmente por suas imagens em preto e branco de grande formato impressas em negrito, mas também trabalhou extensivamente com cores. No entanto, ele preferia a fotografia em preto-e-branco, que ele acreditava que poderia ser manipulada para produzir uma ampla gama de tons ousados e expressivos, e ele se sentiu restringido pela rigidez do processo de cores. A maior parte de seu trabalho colorido foi feito em atribuições, e ele não considerou seu trabalho colorido importante ou expressivo, até mesmo proibindo explicitamente qualquer exploração póstuma de seu trabalho colorido.

### Fotografias notáveis
- Monolith, The Face of Half Dome, Parque Nacional de Yosemite, 1927
- Rose and Driftwood, San Francisco, Califórnia, 1932
- Georgia O'Keeffe e Orville Cox, Monumento Nacional Canyon de Chelly, 1937
- Clearing Winter Storm, Yosemite National Park, 1940
- Moon and Half Dome, Parque Nacional de Yosemite, Califórnia, 1960
- Nascer da lua, Hernandez, Novo México, 1941
- Os Tetons e o Rio Snake, Parque Nacional Grand Teton, 1942
- Winter Sunrise, Sierra Nevada, de Lone Pine, Califórnia, 1944
- Aspens, norte do Novo México, 1958
- El Capitan, Winter Sunrise, 1968

### Trabalhos publicados
- Adams, Ansel (1948). Basic photo. New York: Morgan and Lester
- Adams, Ansel (1948). The negative: exposure and development. New York; London: Morgan and Lester; The Fountain Press
- Adams, Ansel (1950). The print: contact printing and enlarging. Boston: New York Graphic Society. ISBN 978-0-8212-0718-5
- Adams, Ansel (1970). Camera and lens: the creative approach : studio, laboratory, and operation. [S.l.: s.n.] ISBN 978-0-87100-056-9
- Adams, Ansel (1977). Natural Light Photography. [S.l.]: Little, Brown & Co., for New York Graphic Society. ISBN 978-0-8212-0719-2
- Adams, Ansel; Baker, Robert (1978). Polaroid Land photography. Boston: New York Graphic Society. ISBN 978-0-8212-0729-1